# لویید ساکتسون
لویید ساکتسون (انگلیسی: Lloyd Saxton؛ زادهٔ ۱۸ آوریل ۱۹۹۰) بازیکن فوتبال اهل انگلستان است که در پست دروازه‌بان بازی می‌کند.
از باشگاه‌هایی که در آن بازی کرده‌است می‌توان به باشگاه فوتبال لیورپول، باشگاه فوتبال پلیموث آرگیل، باشگاه فوتبال برادفورد سیتی، و باشگاه فوتبال واکسول موتورز اشاره کرد.